# Sitawka
Sitawka est une localité polonaise de la gmina rurale de Janów située dans le powiat de Sokółka en voïvodie de Podlachie.